# Spoorlijn Canaples - Longroy-Gamaches
De Spoorlijn Canaples - Longroy-Gamaches was een Franse spoorlijn van Canaples naar Longroy. De lijn was 56,3 km lang en heeft als lijnnummer 322 000.

## Geschiedenis
De lijn werd aangelegd door de Compagnie de Frévent à Gamaches en in twee gedeeltes geopend, van Longpré-les-Corps-Saints naar Longroy-Gamaches op 15 mei 1872 en van Canaples naar Longpré-les-Corps-Saints op 11 april 1874. Personenvervoer werd opgeheven op 7 november 1938, goederenvervoer werd stapsgewijs vanaf 1969 opgeheven, na 2003 is de lijn volledig opgebroken.

## Aansluitingen
In de volgende plaatsen is of was er een aansluiting op de volgende spoorlijnen:
Canaples
RFN 305 000, spoorlijn tussen Saint-Roch en Frévent
Longpré-les-Corps-Saints
RFN 311 000, spoorlijn tussen Longueau en Boulogne-Ville
Martainneville-Saint-Maxent
lijn tussen Feuquières en Ponthoile
Longroy-Gamaches
RFN 325 000, spoorlijn tussen Épinay-Villetaneuse en Le Tréport-Mers

## Galerij

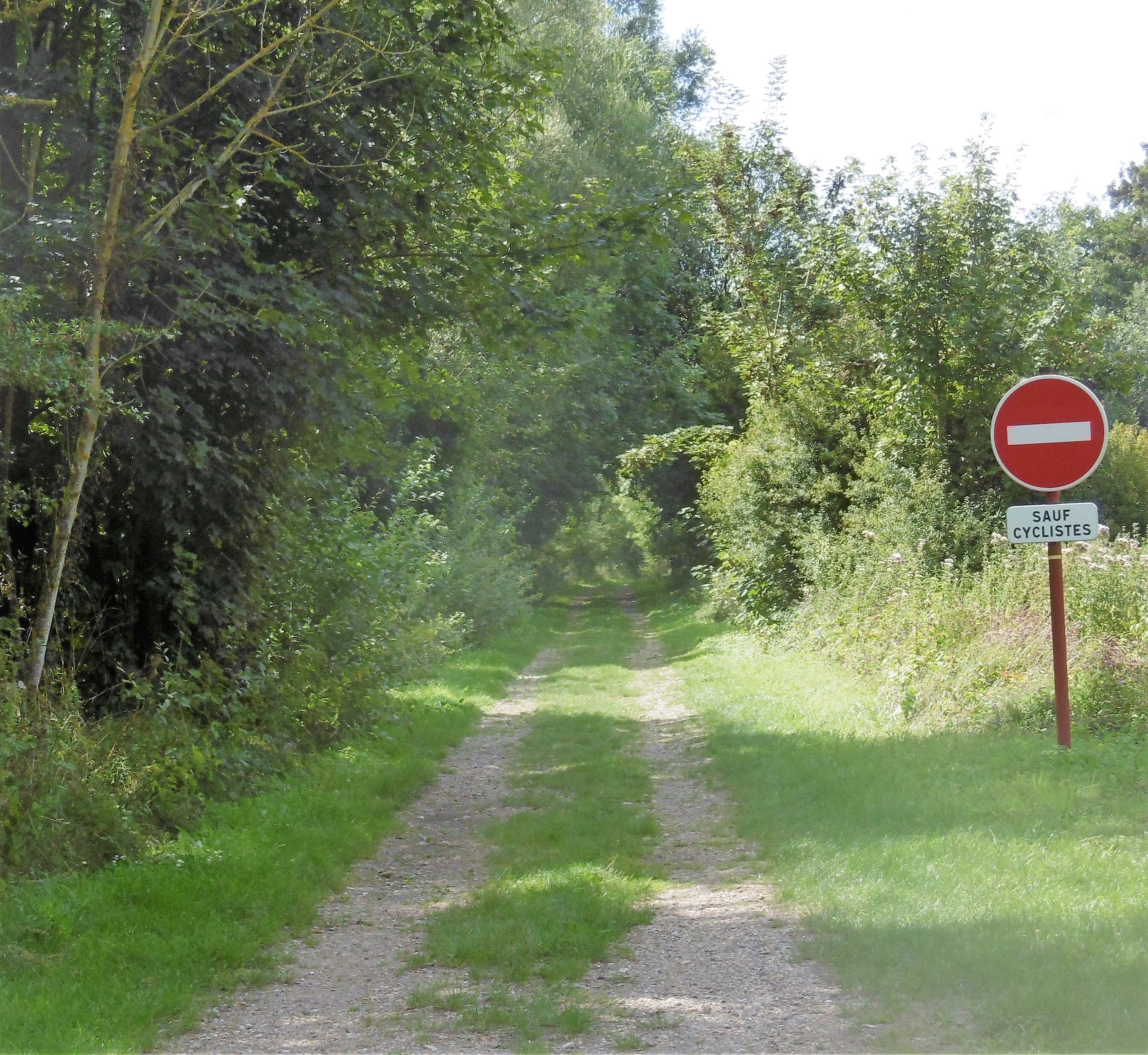
Tracé bij Flixecourt
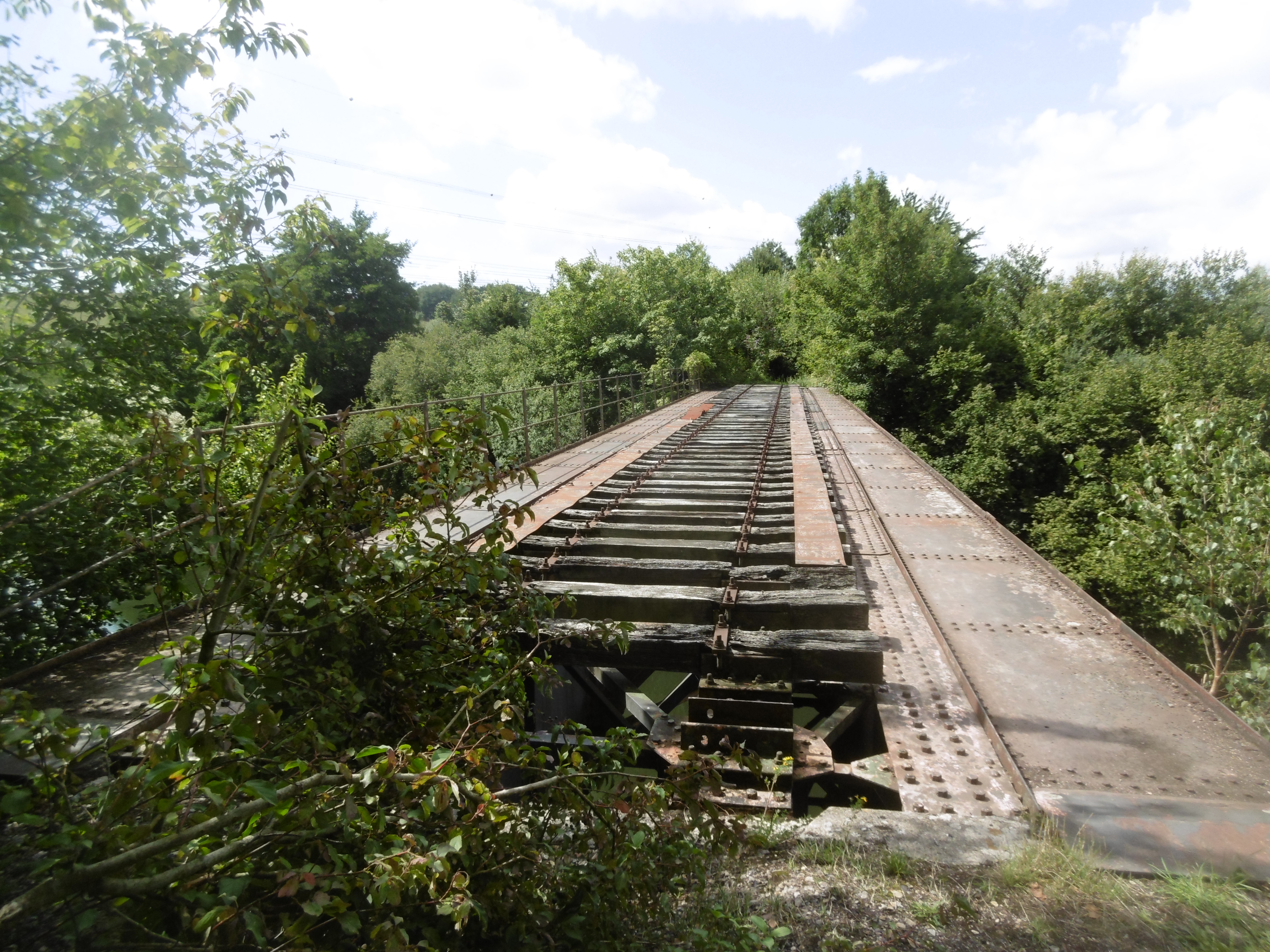
Spoorbrug over de Somme
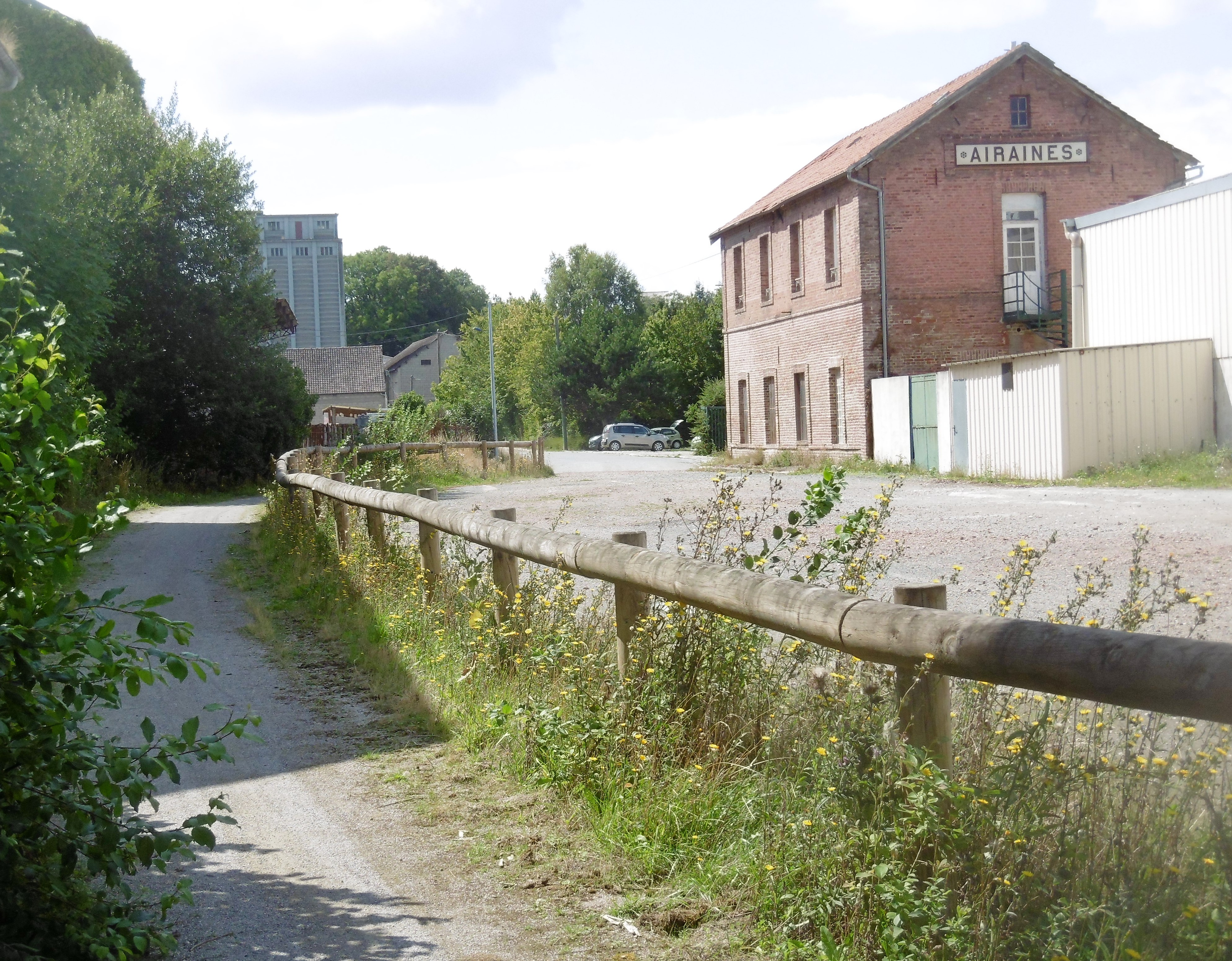
Voormalig station Airaines
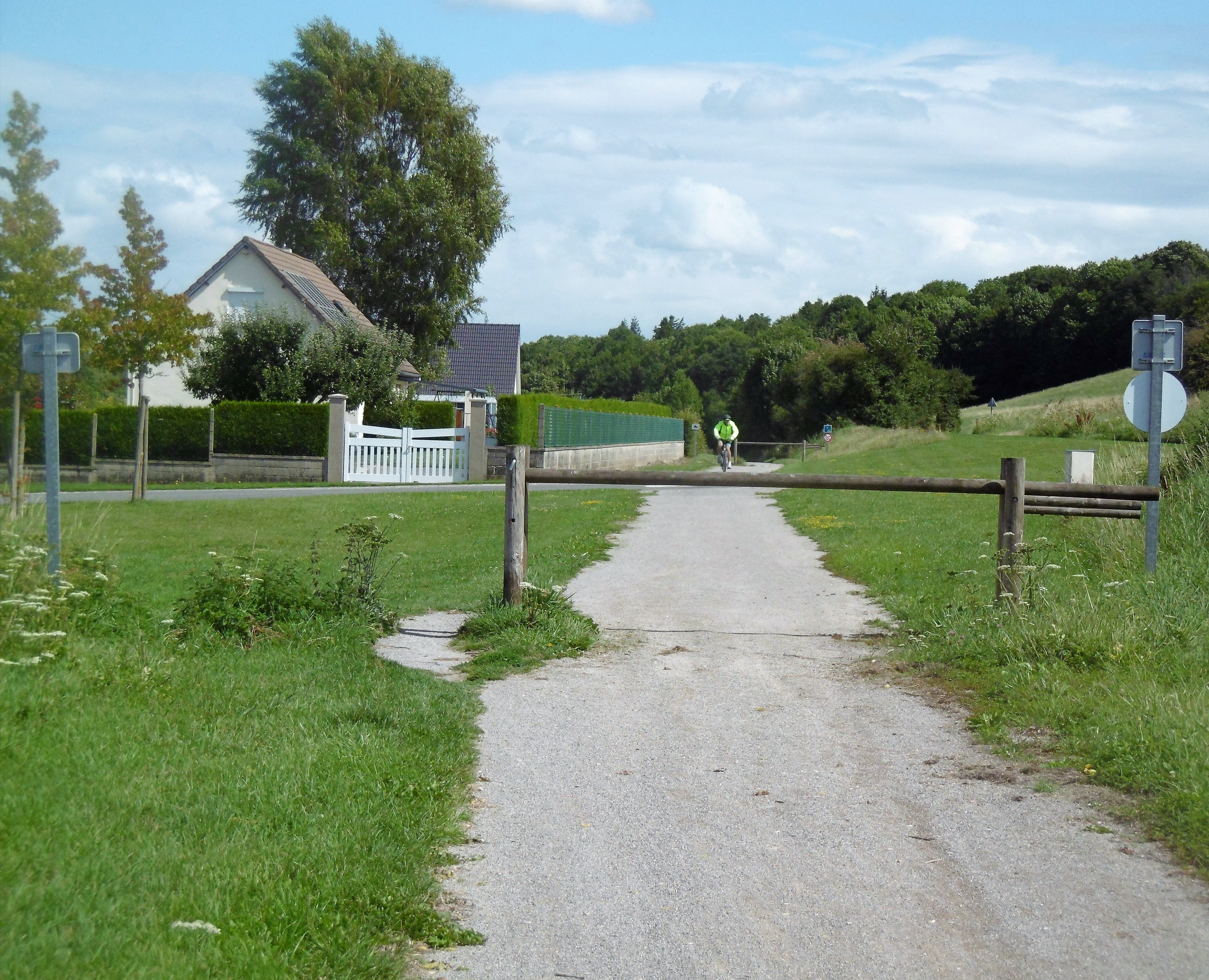
Fietspad op de voormalige lijn in Airaines